# Salomon Lagergren
Salomon Lagergren, född 14 februari 1741 i Aggarp, Västra Ryds församling, Östergötlands län, död 1 december 1802 i Västra Ryds församling, Östergötlands län var en svensk militär och målare.

## Biografi
Salomon Lagergren var son till Verner Andersson Lagergren och Catharina Kyhlbeck och gift med Maria Tockerstrand. Han ägnade sig några år åt den militära karriären och efter en kort krigstjänst där han utnämndes till sergeant slutade han i armén för att bli målare på heltid. Han utförde målningar i Malexanders kyrka 1788 och Svinhults kyrka i Östergötland. I ett samtida omdöme beskrivs han som Ehuru saknade konstnärlig utveckling träget anlitad, även från avlägsna orter, i följd av sin utmärkta flit och måttliga anspråk.